# 浄蓮寺 (宗像市)
浄蓮寺（じょうれんじ）は、福岡県宗像市冨地原にある浄土真宗本願寺派の寺院。山号は藤原山（とうげんざん）。本尊は阿弥陀如来（南無阿弥陀仏）。

## 歴代住職
- 開基 赤星祐尊
- 二代 浄流
- 三代 了雲
- 四代 誓乗
- 五代 行周
- 六代 単柳
- 七代 覚田
- 八代 宝乗
- 九代 了瑞
- 十代 皆乗
- 十一代 西流
- 十二代 大愍
- 十三代 崇玄
- 十四代 貫練
- 十五代 忍哉
- 十六代 俊雄
- 十七代（現在） 赤星俊哉

## 略歴
- 1570年（元亀元年） 祐尊師、本山第十一代門主顕如上人に謁して浄土真宗に帰依し、当地人々の招聘により此処に一寺を建立し、顕如上人より藤原山浄蓮寺の号を賜る。
- 1634年（寛永11年） 了雲師、蓮師のご影を迎える。
- 1640年（寛永17年） 同師、宗祖聖人の御尊影を迎える。
- 1650年（慶安3年） 七高僧、聖徳太子の御影を迎える。
- 1672年（寛文12年） 3月類焼により本堂、庫裡を焼失する。8月庫裡再建(現在の庫裡)
- 1712年（正徳2年） 鐘楼建立・梵鐘鋳立。
- 1757年（宝暦7年） 七代覚田師武丸正助翁の葬儀を執行す。
- 1777年（安永6年） 喚鐘を造る。
- 1810年（文化7年） 3月10日より九代了瑞師宗祖聖人五百五十回大遠忌法要厳修。
- 1821年（文政4年） 御絵伝下附を本山に願う。
- 1845年（弘化4年） 当山正面の大石垣を再築(現在の石垣)
- 1856年（安政3年） 3月4日より17日まで武丸正助翁百回忌を厳修する。黒田斎溥公主催の下、藩内外より八万八千人の参詣を記録せり。
- 1863年（文久3年） 4月12日より11代西流師宗祖聖人六百回大遠忌法要厳修。
- 1881年（明治14年） 現本堂再建。
- 1910年（明治43年） 4月十四代貫練師蓮如上人四百回遠忌法要厳修。
- 1933年（昭和8年） 書院新築。
- 1949年（昭和24年） 梵鐘再建、4月十五代忍哉師蓮如上人四百五十回遠忌法要厳修、十二月本願寺御門主勝如上人御巡教。
- 1955年（昭和30年） 10月光明親修のもと忍哉師、武丸正助翁二百回忌厳修
- 1992年（平成4年） 本堂平成の大修復・同年十六代俊雄師慶讃法要厳修

## 沿革
開基は元亀元年（1570年）12月17日に本尊を迎え本願寺第11代顕如上人より藤原山浄蓮寺の寺号を賜る。
初代住職赤星祐尊（俗名隆正）は天文元年（1532年）、肥後国菊池郡水島荘領主、赤星長門守隆侼の弟、北御門弾正忠之の息男として出生。
天文9年同国天竜寺において出家得度。天文19年（1550年）同国泰然寺に入って禅学を修す。
その後、石山本願寺を訪ね、本願寺第11世門主顕如上人に謁し、浄土真宗に帰依した。
2代浄流、3代了雲の時寛永11年（1634年）11月19日蓮如上人の御影を迎え、寛永17年（1640年）宗祖親鸞聖人の御影を迎える。
慶安3年（1650年）4月11日七高僧、聖徳太子の御影を迎え、全く浄土真宗の寺院の様相を整えた。
4代誓乗の時、寛文12年（1672年）3月23日大火南隣より起こり、本堂、庫裡共に類焼により灰燼に帰す。
然れども、門徒一同よく困難に堪え、報謝の誠をささげ、同年8月18日再建に立ち上がる。
武丸正助翁は当山大火の前年、寛文11年（1671年）宗像郡武丸村に櫻井正三郎の長男として出生す。
5代赤星行周、6代単柳、7代覚田にわたり、よく住職の教化に従い本願の大道を闊歩し、浄土真宗を体現す。其の87年の生涯はまさに人間最高の美徳と讃うべきか。
信心の人とも、浄土真宗そのものの生き方と云うべきなり。其の遺徳は後世、黒田斎隆（9代）を感動せしめ、斎溥（11代）に百回忌の大法要を営ましむ。
猶又、本願寺第21世門主明如上人より碑の御染筆を賜り、光明より、二百回忌法要御親修の栄に浴す等、後世にいたるまで、讃えられた妙好人であると、語り継がれている。
正徳2年（1712年）春、鐘楼を建立し、梵鐘を鋳立す。以来約300年、諸行無常の梵音は三郡の山々にこだまして迷界の覚醒をうながす。
7代覚田、宝暦7年（1757年）11月武丸正助翁の葬儀を執行する。本願寺第17世英明（法如上人）門主は正助翁に真解院の院号を賜号せられた。
8代宝乗は安永6年（1777年）4月行事鐘（喚鐘）を造る。
9代了瑞は文化7年（1810年）3月10日より5日間「宗祖親鸞聖人550回大遠忌」を厳修する。文政4年（1821年）7月御絵伝下附を本山に願う。
10代赤星皆乗は文政9年（1826年）法灯を継承する。
天保3年（1832年）武丸正助翁75回忌法要を厳修。弘化4年（1847年）当寺正面の大石垣を再築。藩主黒田斎溥公をして、正助翁百回忌を発願するも、その目前安政2年（1855年）1月往生の素懐を遂げる。
11代西流、12代大愍共に安政3年（1856年）3月4日より17日まで藩主黒田斎溥公主催により、武丸正助翁百回忌法要を厳修し、藩の内外より八万八千人の参詣を記録したとある。
また、文久3年（1863年）4月12日より7日間「宗祖親鸞聖人600回大遠忌法要を厳修する。
13代崇玄は明治13年（1880年）より現本堂の再建に着手、明けて14年3月28日上棟式。
14代貫練、内陣宮殿、前卓等、京都の名工井沢治助に依頼し、本堂荘厳を整備する。
また、明治43年（1910年）4月蓮如上人400回遠忌法要を厳修する。
15代赤星忍哉は昭和8年、書院新築、太平洋戦争をはさみ、自らも召集令状により海軍に入隊、戦火をくぐり帰還、再び住職として昭和24年梵鐘を再鋳す。
同24年、4月蓮如上人450回遠忌法要厳修、同12月には本願寺23世御門主勝如上人の御巡教を当寺にお迎えした。
昭和30年10月武丸正助翁200回忌法要厳修。本山より光明親修。
昭和44年3月「親鸞聖人700回大遠忌法要」と当山開基400年の法要を厳修する。
16代赤星俊雄は昭和55年鐘楼を再建、昭和58年には大玄関の改築。
平成3年（1991年）には110年ぶりに本堂を大修復するという偉業を成した。これはまさにご門徒の御懇念の結晶といえるお念仏の道場である。
17代赤星俊哉は16代俊雄と共に平成18年（2006年）10月蓮如上人500回遠忌法要、武丸正助翁250回忌を厳修する。